# Ischyropsalis luteipes
Espèce
Synonymes
- Lhermia spinipes Lucas 1866
- Ischyropsalis pestae Roewer, 1950
- Ischyropsalis caporiaccoi Roewer, 1950

Ischyropsalis luteipes est une espèce d'opilions dyspnois de la famille des Ischyropsalididae.

## Distribution
Cette espèce se rencontre en France et en Espagne ; dans les Pyrénées et le Massif central.

## Description

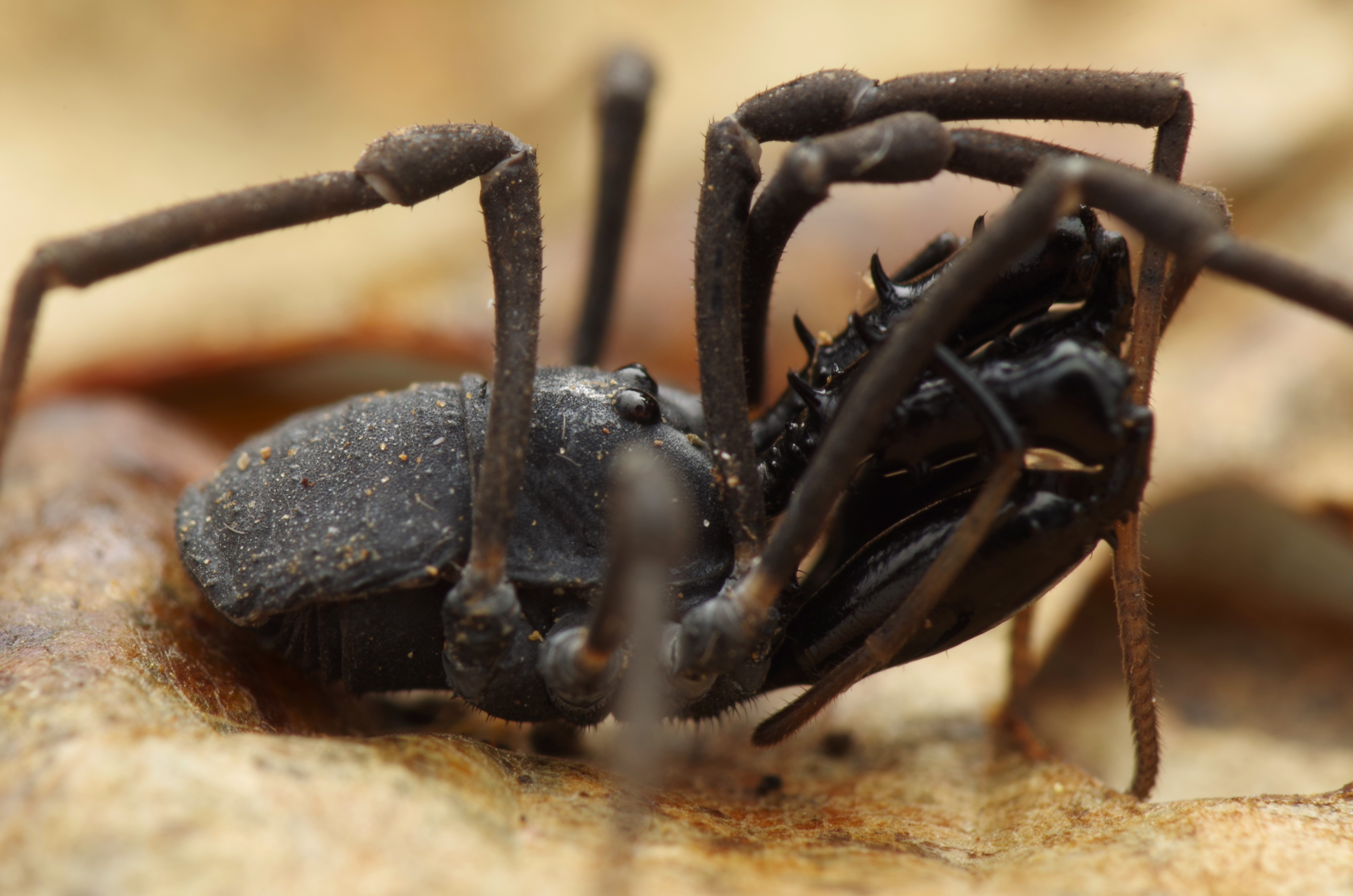
Ischyropsalis luteipes.

Le syntype mesure 6,5 mm de long sur 4 mm.

## Systématique et taxinomie
Cette espèce a été décrite par Simon en 1872.
Lhermia spinipes Lucas 1866 est nomen oblitum et Ischyropsalis luteipes Simon, 1872 nomen protectum.
Ischyropsalis caporiaccoi et Ischyropsalis pestae ont été placées en synonymie par Martens en 1969.

## Publication originale
- Simon, 1872 : « Notice complémentaire sur les arachnides cavernicoles et hypogés ». Annales de la Société Entomologique de France, sér. 5, vol. 2, p. 473–488 (texte intégral).